# Oregon Route 207
Az Oregon Route 207 (OR-207) egy oregoni állami országút, amely észak–déli irányban a 26-os szövetségi országút mitchelli elágazásától a U.S. Route 730 Cold Springs Junctiontől délnyugatra fekvő csomópontjáig halad.
Az út négy szakaszból (Lexington–Echo Highway No. 320, Heppner–Spray Highway No. 321, Hermiston Highway No. 333 és Service Creek–Mitchell Highway No. 390) áll, egyben a John Day Highway No. 5, a Heppner Highway No. 52 és a Wasco–Heppner Highway No. 300 része.

## Leírás
A szakasz Mitchell nyugati határán ágazik le a US 26-ról. Az út rövid idő múlva északkeleti kanyart vesz, majd Service Creektől keleti irányban Sprayig a 19-es úttal közös pályán halad, ezután észak felé Hardmanon át Ruggsig fut, majd a Oregon Route 206-ba csatlakozik. Heppnernél a nyomvonal északnyugati irányban visszafordul, majd 15 kilométeren át a 74-es országúttal megosztott nyomvonalon eléri Lexingtont, ahol újra északkeletre tér le. Miután elhaladt az Interstate 84 alatt, Hinkle-t elhagyva és egy vasúti átjárót keresztezve az út Hermistonba jut, itt az északnyugati 11. utca elágazásában kelet felé kanyarodva a U.S. Route 395 kereszteződése következik. A szakasz északkeleti irányban Cold Springs Junctiontől három kilométerre a 730-as szövetségi út csomópontjánál végződik.